# Barranc de la Cometa de la Qüestió
El Barranc de la Cometa de la Qüestió és un barranc que discorre dins del terme municipal de la Vall de Boí, a la comarca de l'Alta Ribagorça, i dins el Parc Nacional d'Aigüestortes i Estany de Sant Maurici.
Pel que fa al nom, «sembla que hi havia hagut algun litigi pastoral que li donà aquest nom».
Té el naixement a 2.425 metres, a la Cometa de la Qüestió, per sota del Tuc de Llebreta. Desaigua per l'esquerra al Barranc de Llacs, a la Ribera de Llacs, molt a prop de la seva desembocadura al Riu de Sant Nicolau.